# Aeroporto di Córdoba-Ing. A. L. V. Taravella
L'Aeroporto di Córdoba Ingeniero Ambrosio L. V. Taravella (IATA: COR, ICAO: SACO) è il terzo aeroporto argentino per numero di passeggeri dopo gli scali di Buenos Aires.